# 基希瓦尔德
基希瓦尔德是德国莱茵兰-普法尔茨州的一个市镇。总面积9.51平方公里，总人口970人，其中男性468人，女性502人（2011年12月31日），人口密度102人/平方公里。